# Brabham BT23

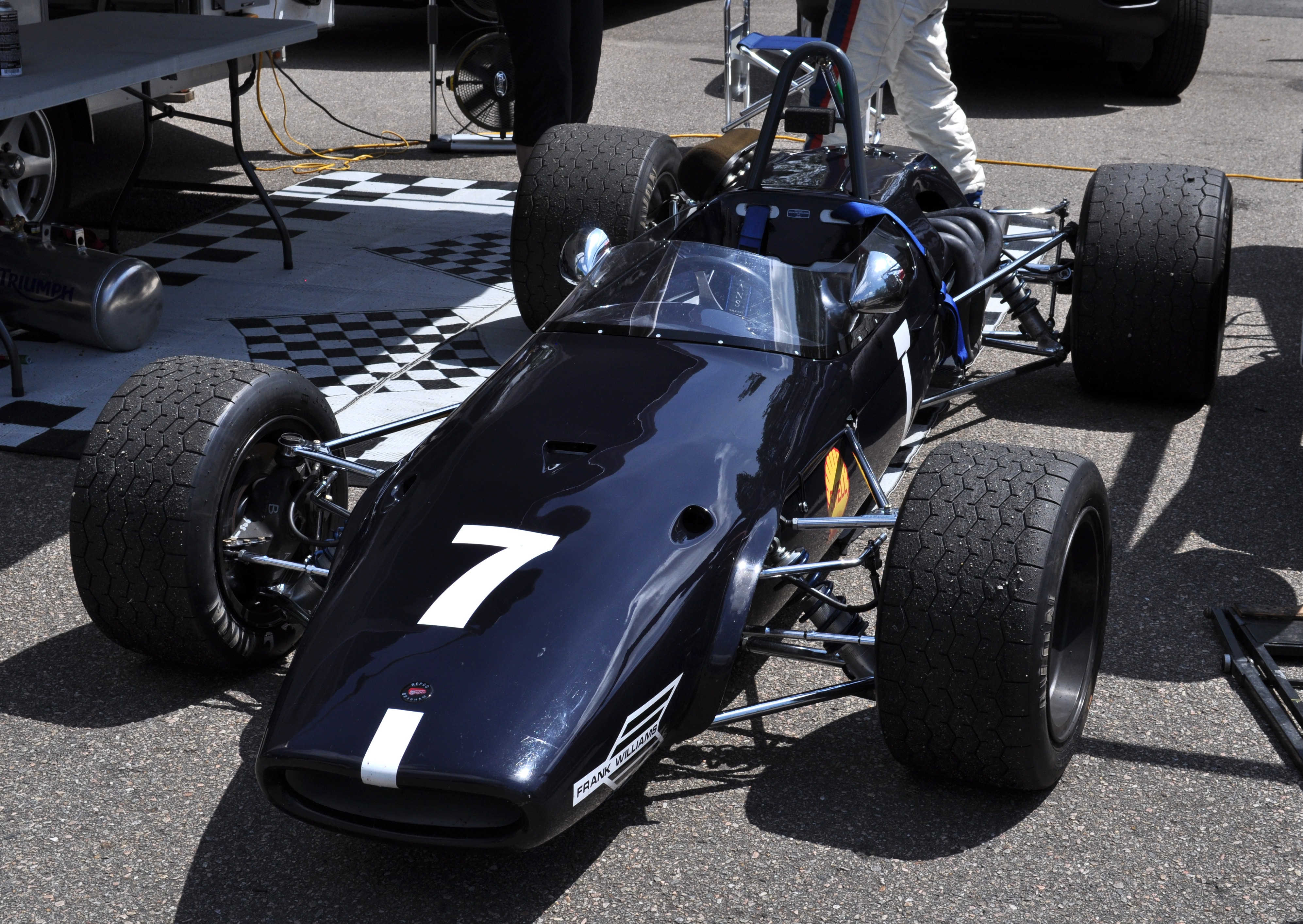
Brabham BT23C

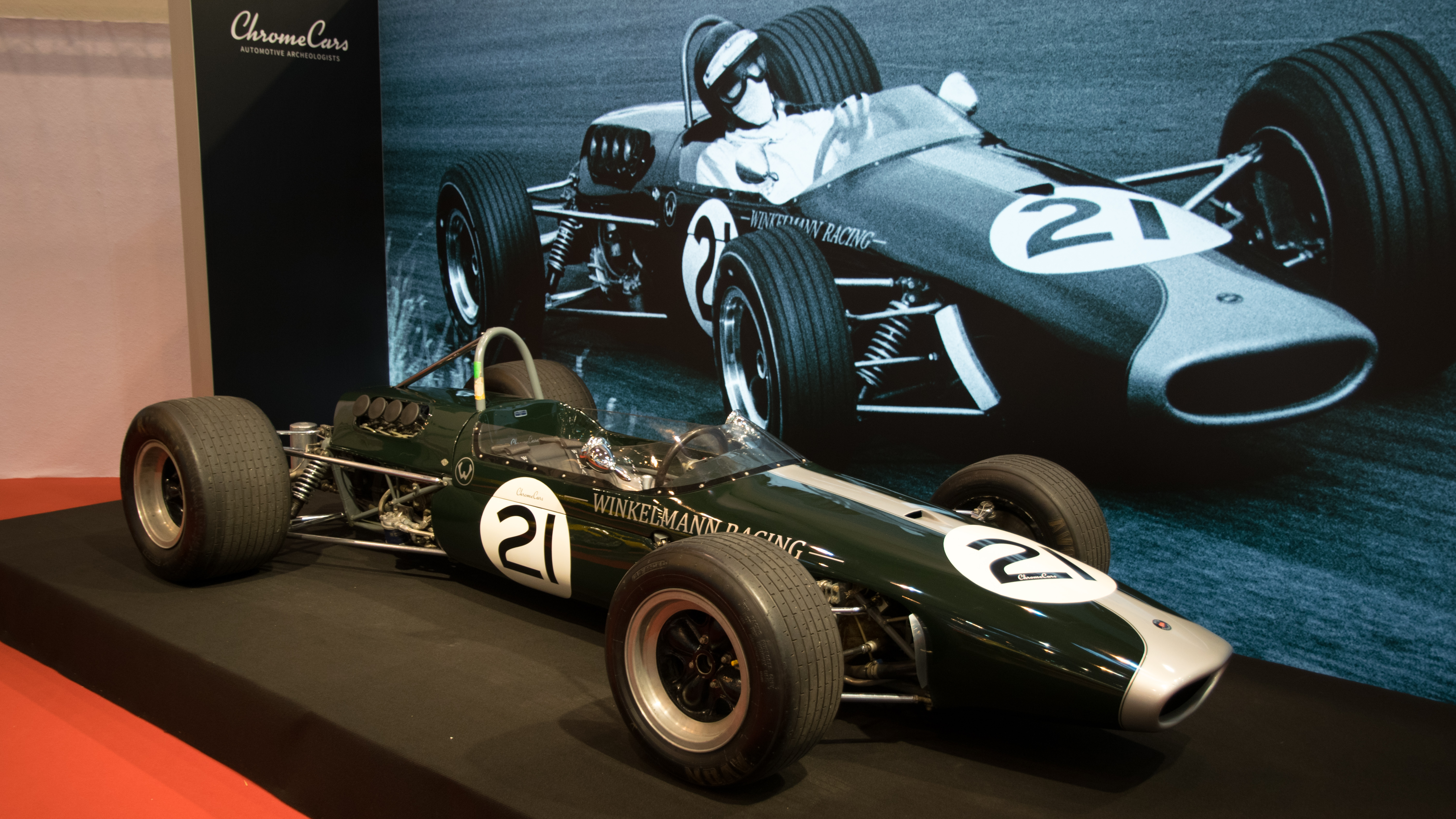
Brabham BT23 von Jochen Rindt

Der Brabham BT23 war ein Formel-Rennwagen, den Brabham in den späten 1960er-Jahren baute.

## Entwicklungsgeschichte
Der BT23 wurde als Formel-2-Rennwagen konzipiert und die meisten Fahrzeuge dieses in 9 Exemplaren hergestellten Typs kamen auch in dieser Rennserie zum Einsatz. Es gab aber auch eine Tasman-Version mit der Bezeichnung BT23A  sowie eine Formula Libre- bzw. Bergrennversion mit der Bezeichnung BT23B. Einige BT23 wurden von Privatfahrern für die Formel 1 umgerüstet. Als Nachfolger wurde der BT23C entwickelt der in 15 Exemplaren von MRD gebaut wurde.
Der Wagen hatte einen Gitterrohrrahmen, der bei der Tasman-Version durch mittragende Bleche verstärkt wurde. Als Motor kam ein 200 PS starker Ford Cosworth FVA Reihen-Vierzylinder mit 1598 ccm Hubraum zum Einsatz. Jochen Rindt beherrschte mit dem BT23 die Formel-2-Saisonen 1967 und 1968 nach Belieben. Er gewann neun von 15 Runden, konnte aber als A-Fahrer keine Punkte für die Fahrer-Europameisterschaft erzielen.

## Renngeschichte
Spitzenfahrer wie Derek Bell, Kurt Ahrens, Piers Courage, Peter Gethin und Robin Widdows pilotierten den BT23. 1969 begann der Motorradrennfahrer Bill Ivy seine Formel-2-Karriere in einem BT23.